# Новоугрузское
Новоугрузское (укр. Новоугру́зьке) — село в Ровненской сельской общине Ковельского района Волынской области Украины.
Код КОАТУУ — 0723381506. Население по переписи 2001 года составляет 194 человека. Почтовый индекс — 44310. Телефонный код — 3377. Занимает площадь 0,7 км².

## История
В 1946 году указом ПВС УССР хутор Новая Ыулька-Угрузская переименован в Ново-Угрузский.
До 2020 года входило в Любомльский район.